# Гуслистий Кость Григорович
Кость Григорович Гусли́стий (нар. 18 вересня (1 жовтня) 1902, Олександрівськ — 21 лютого 1973, Київ) — український історик та етнограф, доктор історичних наук, член-кореспондент АН УРСР, дослідник історії України середніх віків, української культури та етнографії.

## Освіта
Після закінчення Олександрівської вчительської семінарії (вступив у 1917) та Запорізької педагогічної школи в 1921 році працював вихователем у Запорізькому дитячому будинку № 1 (з 1 серпня 1921), згодом закінчив курси з підготовки вчителів для шкіл глухонімих і отримав спеціальність вчителя-дефектолога в галузі сурдопедагогіки (1922).
Надалі у всіх анкетах зазначав свою основну професію за освітою — педагог.
У грудні 1922 переїхав до Катеринослава, де по травень 1923 працював учителем-вихователем в Катеринославському дитячому будинку для глухонімих.
1923–1928 навчався на історичному факультеті Катеринославського (з 1926 — Дніпропетровського) інституту народної освіти. У цей період великий вплив на К. Гуслистого справив Д. І. Яворницький.
1928–1930 — аспірант кафедри українознавства Дніпропетровського інституту народної освіти (науковий керівник — академік Д. І. Яворницький). 1930–1931 — аспірант науково-дослідного інституту історії української культури ім. академіка Д. Багалія (науковий керівник — акад. Д. І. Багалій).

## Науковий шлях
Майже вся наукова діяльність пов'язана з Академією наук УРСР. Із 45 років дослідницької діяльності (1928—1973) найбільш плідні 37 років пройшли в академічних установах (1936—1973).
1931—1934 — науковий співробітник Науково-дослідного інституту історії української культури, 1934 — т. в. о. директора цього інституту. Одночасно 1932—1934 — доцент кафедри історії СРСР Всеукраїнського Комуністичного сільськогосподарського ун-ту ім. Артема, 1932—1933 — доцент кафедри історії України Харківського державного ун-ту.
1934—1945 — старший науковий співробітник, керівник історичного сектору Науково-дослідного інституту Тараса Шевченка. 1934—1936 — молодший науковий співробітник Інституту історії ВУАМЛІН. Помітним явищем в історії української культури і найвищим досягненням НДІ Т. Г. Шевченка стало видання в 1935 р. повного зібрання творів Кобзаря, безпосередню участь в якому брав й К. Г. Гуслистий, його діяльність в галузі шевченкознавства знайшла високу оцінку спеціалістів.
1936—1941 — старший науковий співробітник сектору історії України доби феодалізму Інституту історії АН УРСР. Одночасно доцент, в.о. професора кафедри історії СРСР Київського державного педагогічного інституту ім. М. Горького.
1939 рішенням вченої ради Київського державного університету присвоєно вчений ступінь кандидата історичних наук (за сукупністю праць).
Під час війни перебував в евакуації в Уфі (суч. столиця Башкортостан, РФ) та Москві.
1941—1944 — старший науковий співробітник Інституту історії і археології АН УРСР. 1944—1945 — старший науковий співробітник, липень 1944 — грудень 1947 — завідувач відділу історії феодалізму Інституту історії АН УРСР. Період погіршення суспільно-політичної обстановки в Україні в другій половині 40-х років позначився також і на К. Гуслистому, роботи якого були піддані нищівній критиці за «антимарксистський дух», «грубі політичні помилки», «перекручення буржуазно-націоналістичного характеру», «відродження теорії Антоновича, Грушевського». І вже у листопаді вчений був звільнений з посади завідувача відділу феодалізму (до квітня 1948 відділ очолював І. Д. Бойко, у 1948—1955 обов'язки завідувача відділу виконував В. А. Дядиченко) і переведений на посаду старшого наукового співробітника інституту (займав до 1954).
1944—1945 — директор ЦДІА УРСР (за сумісництвом). 1944–1952 — доцент кафедри історії СРСР Київського державного педагогічного інституту ім. М. Горького, 1947—1949 в.о. завідувача кафедри.
У 1954 через особистий конфлікт з директором Інституту історії О. Касименком без власної згоди був переведений на роботу до Інституту мистецтвознавства, фольклору та етнографії АН УРСР, де займав посади заступника директора з наукової роботи та завідувача відділу етнографії (до 1971).
1966—1971 — член президії і заступник голови Республіканського правління УТОПІК.
Помер Кость Григорович Гуслистий 21 лютого 1973 року на 71-му році життя. Похований у Києві на Байковому кладовищі.

## Наукові інтереси та досягнення
У 1932 вийшла перша наукова праця — збірка документів з історії повстання селян в селі Турбаях (1789—1793).
У квітні 1936 брав участь в роботі Конференції молодих вчених УСРР, де виступив з доповіддю «Шляхетсько-магнатська диктатура на Україні в першій половині XVII ст.».
Наприкінці 1930-х в Інституті історії АН УРСР розпочав працювати над темою «Коліївщина 1768 р. (дослідження боротьби українського народу проти шляхетської Польщі)» (термін виконання — 1939—1940). Результатом був вихід в 1947 р. праці «Коліївщина: Іст. нарис». Водночас продовжував працювати над проблемою «Україна під владою Литви XIV—XVI ст.».
В 1940 р. Інститутом історії АН УРСР було видано «Короткий курс історії України». Ця праця була першим курсом історії України від найдавніших часів до передодня II світової війни, що «базувався на марксистсько-ленінській методології». Авторами її були — С. М. Бєлоусов, К. Г. Гуслистий, Ф. Є. Лось, М. І. Супруненко, М. Н. Петровський, Л. М. Славін, Ф. О. Ястребов.
Важливим кроком Інституту історії була робота зі створення курсу історії України. І саме К. Г. Гуслистий (у співавторстві з Ф. Ястребовим) став у 1937 р. автором першого випуску нарисів під назвою «Київська Русь і феодальні князівства ХІІ—ХІІІ ст.» (К., 1937) [Архівовано 26 лютого 2019 у Wayback Machine.]. У 1939 р. ця праця вийшла у другому виданні. Книга була, як на той час, високої поліграфічної якості, з великою кількістю ілюстрацій, відзначалась живою і емоційною мовою викладу, супроводжувалась додатками і генеалогічними таблицями. Тоді ж було опубліковано другий випуск нарисів — «Україна під литовським пануванням і захоплення її Польщею (з XIV ст. по 1539 р.)» (К., 1939.) [Архівовано 26 лютого 2019 у Wayback Machine.]. У 1941 році вийшла третя книга нарисів — «Визвольна боротьба українського народу проти шляхетської Польщі в другій половині XVI і в першій половині XVII століття (60-ті роки XVI — 30-ті роки XVII століття)» (К., 1941) [Архівовано 26 лютого 2019 у Wayback Machine.].

Визвольна боротьба українського народу проти шляхетської Польщі (обкладинка)

У період евакуації брав участь у створенні серії історичних праць «Наші великі предки», опублікував чотири праці про Данила Галицького та дві про Петра Конашевича-Сагайдачного (1942), дві статті про Богдана Хмельницького (1943). Значення цих праць К. Г. Гуслистого полягало не лише в піднесенні військово-патріотичного виховання засобами історичної науки, а ще й у спробі подолати «нігілізм» щодо славних традицій української історії, що спостерігався у тогочасній радянській історіографії.
У лютому 1962 захистив у Київському державному педагогічному інституті дисертацію «Питання історії України і етнічного розвитку українського народу (період феодалізму)». Рішенням ВАК СРСР 7 грудня 1963 року йому присудили вчений ступінь доктора історичних наук, а у березні 1965 затвердили у вченому званні професора. На загальних зборах Академії наук Української РСР у 1969 році було обрано членом-кореспондентом АН УРСР за спеціальністю «Етнографія».
Один з основних авторів першого тому двотомної праці «Історія Української РСР» (1953, 1955, 1967, 1969).
У період роботи в Інституті мистецтвознавства, фольклору та етнографії АН УРСР керував підготовкою колективної монографії «Українці» (у скороч. вигляді опубліковано в І томі «Народы европейской части СССР» серії «Народы мира» (М., 1964)).
Член редколегії ряду синтетичних видань «Історії українського мистецтва», «Історії міст і сіл УРСР. Київська область» та ін. Співавтор видань «Історія України: Короткий курс» (К., 1940), «Нариси історії України» (Уфа, 1942, 1943).
Значну увагу приділяв підготовці й виданню енциклопедій. Входив до складу Головної редколегії УРЕ (1959—1964). У вітчизняних виданнях енциклопедичного характеру вміщено близько 20 його статей, а загальна творча спадщина вченого складає понад 200 друкованих праць.
Важливим аспектом наукової і громадської діяльності була участь у створенні краєзнавчих та етнографічних музеїв. Результатом його діяльності, поряд з іншими вченими і громадськими діячами, було утворення відомого музею народної архітектури та побуту в с. Пирогове під Києвом.
Заслужений діяч науки УРСР (1968).
Значну увагу приділяв підготовці наукових кадрів. Під його керівництвом було підготовлено й захищено бл. 40 кандидатських дисертацій (О. М. Апанович, І. О. Гуржій та ін.).
Вніс вагомий вклад у дослідження багатьох питань української історії. Одним із перших розробляв історію України періоду феодалізму на основі марксистської методології. Найбільшу увагу звертав на роль народних мас в історичному процесі, козацько-селянські повстання кінця 16 — 1-ї половини 17 ст. Пізніше досліджував одну з найскладніших проблем історії України — формування української народності й нації.

## Основні праці

Запорозька Січ та її прогресивна роль в історії українського народу (обкладинка)

### Монографії
- Коліївщина: Іст. нарис. — К., 1947.
- Турбаївське повстання. — К., 1947.
- Запорозька Січ та її прогресивна роль в історії українського народу. — К., 1954 (у співавт. з Апанович О. М.).
- До питання про утворення української нації. — К., 1967.
- К вопросу об этногенезе и начальном этапе этнического развития украинской народности // VII Междунар. конгресс антропологии и этнографич. наук. — М., 1964.
- Історико-етнічний розвиток українського народу в другій половині XVII — першій половині XIX ст. // Народна творчість та етнографія. — 1961. — № 3.
- Нариси з історії України. — Вип. 3. Визвольна боротьба українського народу проти шляхетської Польщі в другій половині XVI і в першій половині XVII століття (60-ті роки XVI — 30-ті роки XVII століття). — К., 1941. [Архівовано 26 лютого 2019 у Wayback Machine.]
- Нариси з історії України. — Вип. 2. Україна під литовським пануванням і захоплення її Польщею (з XIV ст. по 1539 р.). — К., 1939. [Архівовано 26 лютого 2019 у Wayback Machine.]
- Нариси з історії України. — Вип. І. Київська Русь і феодальні князівства ХІІ—ХІІІ ст. — К., 1937 [Архівовано 26 лютого 2019 у Wayback Machine.] (у співавт. з Ф. Ястребовим).
- Повстання селян в селі Турбаях: Зб. док. — Харків, І932 (упорядник).
- Гуслистий К. Г. Героїчне минуле Києва : стенограма публ. лекції К. Г. Гуслистого, що прочитана 29 берез. 1945 р. в залі Держ. філармонії в Києві / Лекц. бюро Упр. в справах вищої шк. при РНК УРСР. — Київ : б. в., 1945. — 27, 1 с. [Архівовано 1 грудня 2020 у Wayback Machine.]

### Статті
- Петро Конашевич-Сагайдачний: (До 350-річчя від дня смерті) // Український історичний журнал. — Київ, 1972. — № 4.
- З приводу листа Н. В. Комаренко // Український історичний журнал. — Київ, 1972. — № 8.
- Украинцы. Очерки этнической истории украинцев // Народы Европейской части СССР. / Под ред. В. А. Александрова, К. Г. Гуслистого и др. — Т. 1. — М.: Наука, 1964.
- Історико-етнографічний розвиток українського народу в другій половині XVII — першої половини XIX ст. // Народна творчість та етнографія. — 1961. — № 3.
- Утворення української народності // Народна творчість та етнографія (далі НТЕ). — 1960. — № 1.
- Про початок перетворення української народності в націю // Народна творчість та етнографія. — 1959. — № 1.
- Нарада з питань етнографічної роботи в краєзнавчих та історичних музеях Української РСР // Народна творчість та етнографія. — 1958. — № 4.
- Етапи формування української нації // Наукові записки ІМФЕ АН УРСР. — Т. IV (Українська етнографія). — К., 1958.
- О формировании украинской буржуазной нации / (неопублікована) (джерело: ІА НБУВ).